# Mammenstil

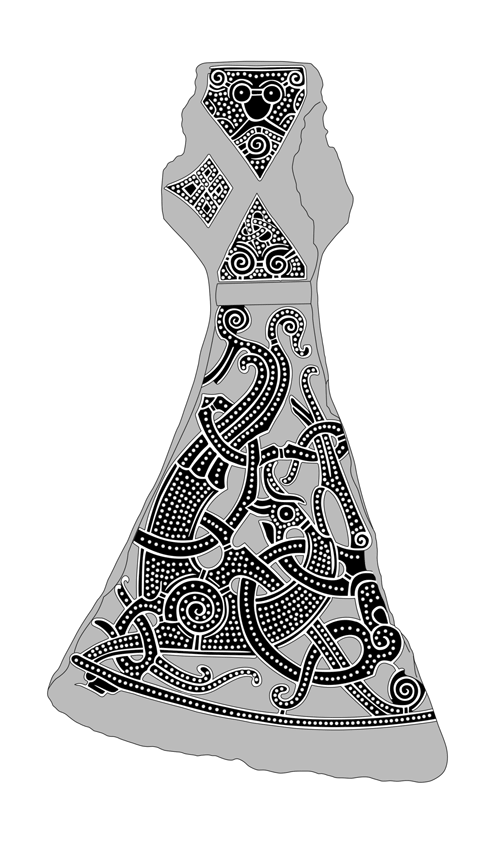
Yxa från kammargrav i Mammen. Detta är yxan som namngett stilen.

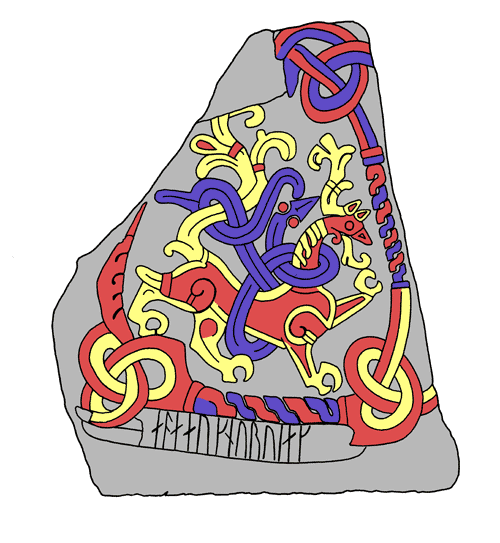
Jellingestenens ornamentik i mammenstil

Mammenstil är en fornnordisk stil under slutet av 900-talet, uppkallad efter fyndet av en silvertauschering yxa i en kammargrav i Mammen i nuvarande Viborgs kommun på Jylland i Danmark.
Mammenstilen är en av stilarna med "det stora djuret", till skillnad från äldre stilar om ofta återger flera sammanflätade djur eller delar av djurkroppar, och för första gången i fornnordisk stil växtornament. Mammenstilen, som främst förekommer i Danmark har stora likheter med Ringerikestilen, och även i viss grad med urnesstilen.